# I predoni
I predoni (Marauders) è un film del 2016 diretto da Steven C. Miller con protagonisti Christopher Meloni, Bruce Willis e Dave Bautista.

## Trama
Dopo che una banca di Cincinnati viene colpita da una brutale rapina per mano di un drappello di uomini ben addestrato, tutti i sospetti cadono sul proprietario Jeffrey Hubert. Il detective Montgomery ha da poco appagato la sua sete di vendetta nei confronti dell'assassino della moglie, quando gli viene affidato il caso delle rapine in banca che lo fa sprofondare nuovamente nel baratro infernale della violenza, infatti ogni rapina termina sempre con l'esecuzione di uno degli ostaggi. Mentre il gruppo di rapinatori continua a colpire mortalmente, diventa subito chiaro che c’è in gioco una cospirazione più grande dovuta forse ad un vecchio debito che qualcuno è venuto a riscattare.

## Distribuzione
Il film viene diffuso negli Stati Uniti il 1º luglio 2016. In Italia è stato distribuito direttamente in DVD.